# Biblioteca jurídica

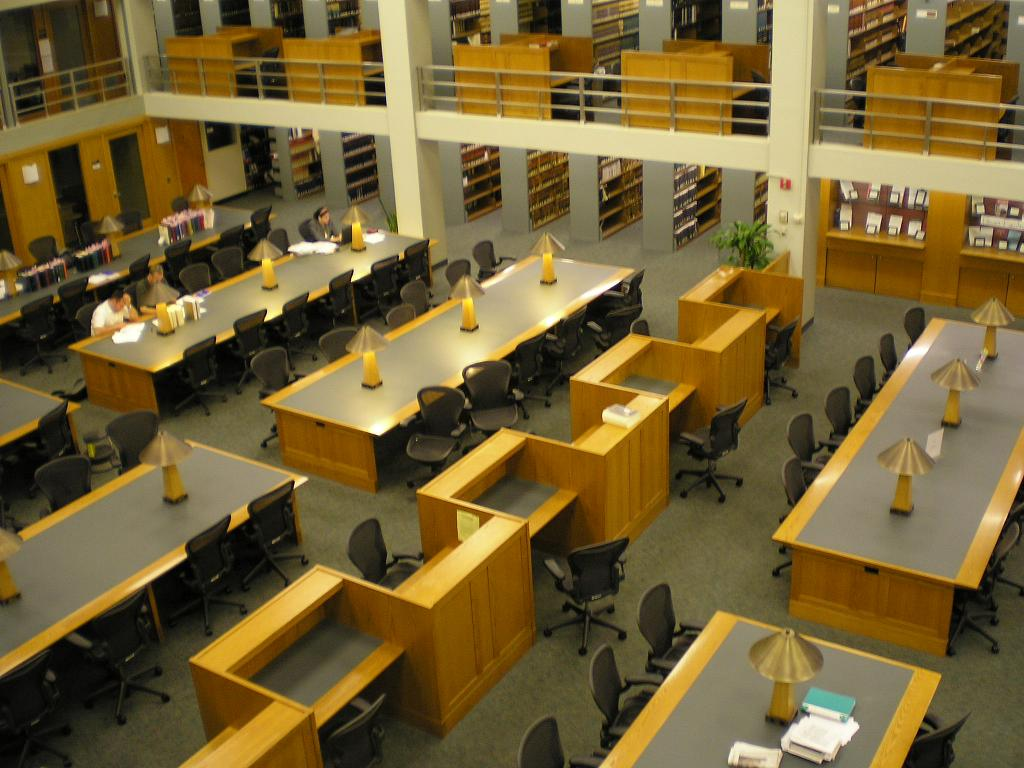
Leo T. Kissam Memorial Library, a biblioteca jurídica da Fordham University School of Law, também uma biblioteca depositária federal

Uma biblioteca jurídica é uma biblioteca especial usada por estudantes de direito, advogados, juízes e seus funcionários, historiadores e outros estudiosos da história do direito para pesquisar o direito . As bibliotecas jurídicas também são usadas por pessoas que elaboram ou defendem novas leis, por exemplo, legisladores e outros que trabalham no governo estadual, governo local e escritórios de assessoria legislativa ou no Escritório de Revisão Jurídica dos Estados Unidos e profissionais de lobby. Litigantes auto-representados, ou pro se, (partes em uma ação civil ou réus criminais que não têm um advogado licenciado representando-os) também usam bibliotecas jurídicas.
Uma biblioteca jurídica pode conter impressos, pesquisas jurídicas assistidas por computador e coleções de leis em vigor, leis de sessão, leis substituídas, leis estrangeiras e internacionais e outros recursos de pesquisa, por exemplo, recursos de educação jurídica contínua e enciclopédias jurídicas (por exemplo, Corpus Juris Secundum entre outros), tratados jurídicos e história jurídica. Uma biblioteca jurídica também pode ter bibliotecários jurídicos que ajudam os pesquisadores jurídicos a navegar pelas coleções da biblioteca jurídica e que ensinam pesquisas jurídicas. Algumas bibliotecas jurídicas atendem estudiosos de todo o mundo, por exemplo Institute of Advanced Legal Studies em Londres e a New York City Bar Association Law Library.

## Aspectos gerais
As maiores bibliotecas jurídicas do mundo encontram-se nos Estados Unidos. A maior biblioteca jurídica do mundo é a Biblioteca Jurídica do Congresso, que contém mais de 2,9 milhões de volumes. A maior biblioteca acadêmica de direito do mundo é a biblioteca da Harvard Law School, que possui mais de 2 milhões de volumes. A título de contraste, a maior biblioteca jurídica do Reino Unido é a Bodleian Law Library, com uma coleção de mais de 550.000 volumes.
De um modo geral, existem três categorias de bibliotecas jurídicas nos Estados Unidos: acadêmicas, públicas e privadas. Cada faculdade de direito credenciada pela American Bar Association abriga uma biblioteca jurídica. Bibliotecas de direito público estão disponíveis em muitos estados, geralmente nos tribunais locais. Certos escritórios de advocacia maiores mantêm uma biblioteca particular para seus próprios advogados, mas muitos escritórios em cidades universitárias e cidades maiores com universidades simplesmente despacham seus advogados para faculdades de direito locais para fazer pesquisas jurídicas.
Nos últimos anos, o advento de veículos de pesquisa jurídica online como FindLaw, Westlaw, LexisNexis, Bloomberg Law e HeinOnline (ou no Canadá, CanLII ) reduziu a necessidade de alguns tipos de volumes impressos, como repórteres e compilações estatutárias. Várias bibliotecas jurídicas, portanto, reduziram a disponibilidade de obras impressas que podem ser facilmente encontradas na Internet e aumentaram sua própria disponibilidade na Internet. Por outro lado, algumas bibliotecas jurídicas universitárias mantêm extensas coleções históricas que remontam aos primeiros relatórios ingleses. Muitas bibliotecas jurídicas também participam do Programa Federal Depository Library, que fornece acesso gratuito a informações e documentos do governo ao público. Isso é particularmente verdadeiro para bibliotecas de faculdades de direito, pois a biblioteca de qualquer faculdade de direito credenciada é automaticamente elegível para se tornar uma biblioteca depositária de acordo com o Programa.
A maioria das bibliotecas jurídicas são membros da Associação Americana de Bibliotecas Jurídicas (AALL).

### Bibliotecas jurídicas acadêmicas

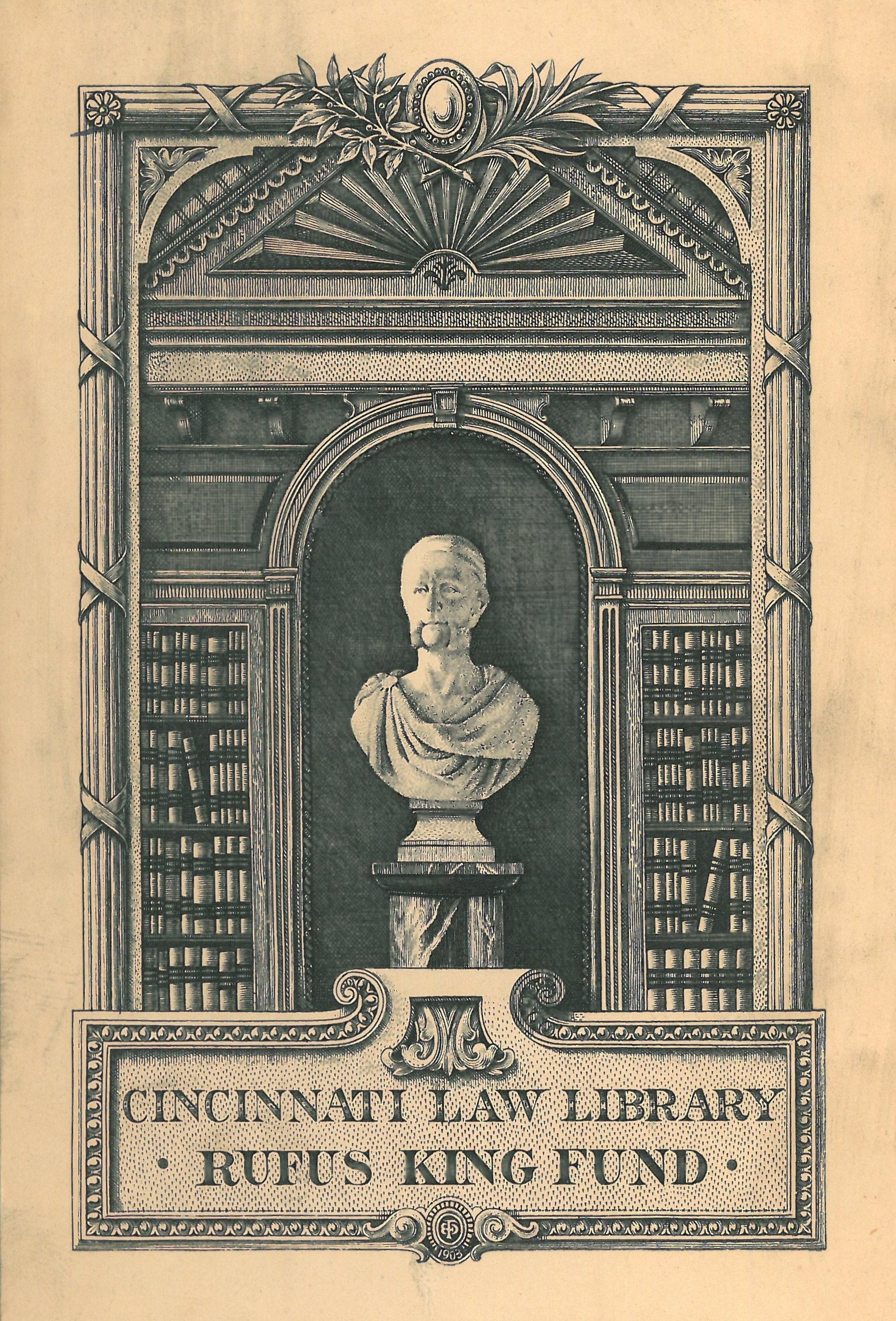
Bookplate do Rufus King Fund, University of Cincinnati Law Library

Cada escola de direito americana credenciada é exigida pela American Bar Association a ter uma biblioteca jurídica que atenda a certas especificações mínimas com relação à quantidade e qualidade dos materiais disponíveis. Algumas bibliotecas da faculdade de direito são mantidas no mesmo prédio da biblioteca geral, mas muitas ficam no prédio da faculdade ou em instalações separadas.
A partir de 2015, a American Bar Association propôs regras exigindo que a biblioteca jurídica de cada faculdade de direito inclua entre seus acervos a seguinte "coleção principal":
1. todas as decisões de tribunais federais relatadas e decisões relatadas do mais alto tribunal de apelação de cada estado;
2. todos os códigos federais e leis de sessão e pelo menos um código anotado atual para cada estado;
3. todos os tratados atuais publicados e acordos internacionais dos Estados Unidos;
4. todos os regulamentos publicados atuais (codificados e não codificados) do governo federal e os regulamentos codificados do estado em que a faculdade de direito está localizada;
5. as decisões administrativas federais e estaduais apropriadas aos programas da faculdade de direito;
6. Materiais do Congresso dos EUA apropriados aos programas da faculdade de direito;
7. obras secundárias significativas necessárias para apoiar os programas da faculdade de direito, e
8. essas ferramentas, como citações e índices periódicos, necessárias para identificar informações jurídicas primárias e secundárias e atualizar informações jurídicas primárias.

A ABA também requer um acervo de biblioteca para atender às necessidades acadêmicas dos alunos e às necessidades de pesquisa e ensino do corpo docente.
A ABA estabelece ainda requisitos adicionais, incluindo a exigência de que a biblioteca jurídica tenha um diretor em tempo integral que possua graduação em direito e graduação em biblioteconomia ou ciência da informação ou equivalente com ampla experiência em biblioteconomia. A ABA também exige que a biblioteca tenha pessoal e instalações suficientes para atender às necessidades da instituição.
Muitos bibliotecários jurídicos acadêmicos participam da AALL e, especificamente, da seção de interesse especial das Bibliotecas Jurídicas Acadêmicas. Além de fornecer serviços de biblioteca, muitos bibliotecários jurídicos de "grau duplo" (JD / MLIS) ensinam pesquisa jurídica para estudantes de direito.